# María Cristina Montes
María Cristina Montes Franco (Santa Cruz de la Sierra, Bolivia; 16 de diciembre de 1987) es un reina de belleza, presentadora de televisión, modelo y publicista boliviana. Participó en el Miss Bolivia 2013 con el título de "Señorita Litoral".

## Biografía

### Modelaje
Nació en la ciudad de Santa Cruz el 16 de diciembre de 1987. Ingresó al modelaje siendo azafata en la Expocruz y el año 2011 participó en el concurso de la "Reina de la Caña" donde logró salir elegida como virreina del azúcar y caña. Así mismo, Montes fue Reina de las Comparsas La Unión Carnavalera en el año 2012 y reina de la comparsa carnavalera "Los Taitas" en 2014. En el año 2013 participa en el Miss Santa Cruz donde logra salir elegida con el título de Señorita Litoral 2013. Meses después participaría en el Miss Bolivia 2013 el cual es el máximo certamen de belleza del país. 
Posteriormente, María Cristina Montes viaja a Malasia para representar a Bolivia en el concurso de Miss Tourism International llevado a cabo en diciembre de 2013.

### Sitel 57
A partir de octubre de 2014, Cristina Montes dejaría el modelaje e ingresa a trabajar en el canal regional televisivo 57 (SITEL) de Santa Cruz de la Sierra. Estuvo como presentadora de noticias de farándula y espectáculo conduciendo un programa denominado "Otro Día". El año 2018, María Cristina Montes fue contratada por la Red ATB para conducir el programa ferial La "EXPO ATB 2018".

### Candidata a senadora
El 20 de julio de 2019, el Tribunal Supremo Electoral de Bolivia (TSE) publicó las listas de candidatos a Senadores y Diputados habilitados para participar en las elecciones generales de 2019 para el periodo 2020-2025. María Cristina Montes se encontraba postulando al cargo de primera senadora titular por el Departamento de Santa Cruz en representación del partido del Movimiento al Socialismo (MAS-IPSP). Pero cabe mencionar que días después fue cambiada por el mismo partido político el cual decidió retirar su nombre de las listas y reemplazarla por la comediante y humorista cruceña María Renné Lievana.